# 不转不是中国人
“不转不是中国人”，或称“是中国人就转”，是对中国社交网络中出现的一类网络文章的统称。这类文章通常以激发民族主义情绪为手段，传播能力极强，声势浩大，传播的往往是一些未经核实的煽动性内容甚至直接是谣言，以诱导网民进行转发。也有评论认为这类文章很可能是种网络营销手段。

## 内容
除此之外，有一些“不转不是中国人”文章则是号召公众抵制某个品牌、某部影视作品或某位明星，理由通常是这些组织或个人做出了“反华”或者“分裂国家”的行为。如曾有传闻称周杰伦发表过“台独言论”，不过已被证实为谣言。
另外，还有部分“不转不是中国人”文章是以某位中国名人与外国人打赌为主题，号召中国人“为中国争口气”。甚至有部分和中国国家利益无关的文章也被加上“不转不是中国人”。

## 观点
有评论认为，“不转不是中国人”这类文章，如果不转发，便成了“汉奸”、“卖国贼”，本身就是一种道德绑架。此外，“不转不是中国人”也被认为是从众心理的体现。
《解放军报》的评论将“不转不是中国人”视为“正能量谣言”，并称：“笔者相信转发者当为求证机制缺失下的善意误读，而非利益考量下的刻意造假，无需对其来源与传播过度解读。”但文章同时也指出这类文章本身就是对道德的否定，也是对社会风气的破坏。用传播虚假信息来追求正能量，无异于缘木求鱼、南辕北辙。
2015年3月，微信官方宣布禁止“诱导分享行为”，其中包括了含有“不转不是中国人”、“转发后一生平安”、“转疯了”、“必转”等胁迫、煽动用户分享的文章，用户看到后可进行举报。